# Niaré
Pour les articles homonymes, voir Niaré (homonymie).
Niaré est une localité située dans le département de Kougny de la province du Nayala dans la région de la Boucle du Mouhoun au Burkina Faso.

## Santé et éducation
Niaré possède une école primaire publique.